# Harriotta raleighana
Espèce
Statut de conservation UICN

 LC  : Préoccupation mineure
Harriotta raleighana (Chimère à nez rigide pour les francophones et Narrownose chimaera pour les anglophones), est une espèce de poisson marin  dit  "chimère" de la famille Rhinochimaeridae, épisodiquement trouvé dans les mers de zone tempérée du monde entier. Il semble vivre à des profondeurs de 200 à au moins 2 600 mètres.

## Alimentation
Il se nourrit d'épibenthos (des restes de sédiments sont fréquemment retrouvés dans les estomacs de ces poissons). Il peut notamment manger des anémones de mer.

## Description
Il est notamment caractérisé par une sorte de museau allongé, pointu, et plat sur le dessous

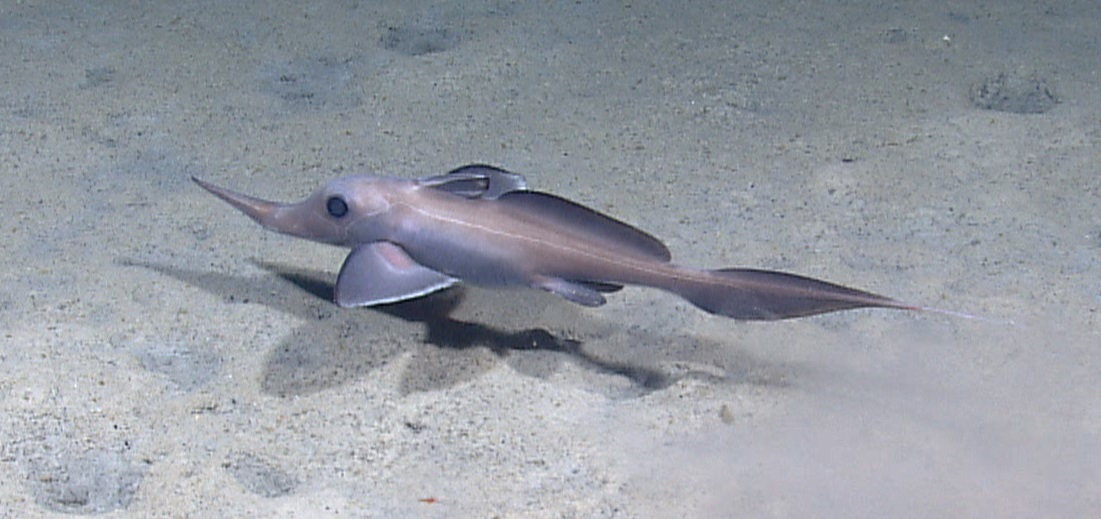
Harriotta raleighana nageant dans le golfe du Mexique

La longueur du corps est comprise entre 1,0 et 1,5 m en comptant le long museau effilé et une longue queue formant un filament.

## État des populations
Cette espèce est encore très mal connue. Son statut n'a pas encore pu être évalué par l'UICN, compte tenu de l'insuffisance des données disponibles. Les principales menaces qui pèsent sur l'espèce sont les prises accessoires de pêche.
Comme toutes les espèces de poissons, il peut être parasité, notamment par des vers et des copépodes de la famille des Lernaeopodidae.

## Captures
Il est parfois remonté comme prise involontaire (ou non) lors de la pêche dans les grands- fonds (à plus de 500 m, qui a commencé au large de la côte ouest des îles Britanniques en 1973, a bénéficié de progrès techniques et de subventions dans les années 1980 pour fortement s'intensifier dans les années 1990.